# Jens Ferdinand Willumsen
Jens Ferdinand Willumsen (7. září 1863 Kodaň – 4. dubna 1958 Cannes) byl dánský výtvarný umělec žijící ve Francii a spojovaný se symbolismem a expresionismem. Je znám hlavně jako malíř, ale věnoval se i dalším oborům výtvarného umění: sochařství, architektuře, keramice, fotografii a rytectví.